# Liwā' ar Ruwayshid
Liwā' ar Ruwayshid (arabiska: لواء الرويشد) är ett departement i Jordanien.   Det ligger i guvernementet Mafraq, i den nordöstra delen av landet, 210 km öster om huvudstaden Amman.